# 衛将軍
衛将軍（えいしょうぐん）は、中国の前漢以降の官職である。軍を率いる将軍位の一つ。
前漢の文帝元年（紀元前179年）に、文帝が即位前から信頼していた宋昌を衛将軍に任命したのが初見である。その後、匈奴の侵入に対して出動した中尉の周舎など、既に軍の官職につく者に対し付加的な称号として与えられた。
『史記』は大将軍の衛青につき「衛将軍」の名で列伝を立てたが、官職の衛将軍とは別である。
『続漢書』百官志によれば、常に置かれるわけではなく、反乱の征伐を掌り兵を指揮する。将軍位としては大将軍、驃騎将軍、車騎将軍に次ぐ。
属官には長史、司馬（各秩禄比千石）、従事中郎（秩禄比六百石）がいる。兵を領する場合、部・曲が置かれる。部には校尉（秩禄比二千石）、軍司馬（秩禄比千石）が置かれる。部の下に曲があり、軍候（秩禄比六百石）が置かれる。曲の下には屯があり、屯長（秩禄比二百石）が置かれる。
三国時代の魏では、二品官であった。
晋になると、陸曄が衛将軍・儀同三司に任ぜられたのをきっかけに一品官となり、東晋代まで将軍職の筆頭となった。北魏でも設置された。
唐代には設置されなかった。